# 中共东江党校旧址
中共东江党校旧址，位于中国广东省汕尾市海丰县城北门，为海丰县的一个县级文物保护单位，类型为近现代重要史迹及代表性建筑，公布时间为1963年。
中共东江党校建于1928 。